# Cratere Halley (Marte)
Halley è un cratere sulla superficie di Marte.
Il cratere è dedicato all'astronomo britannico Edmond Halley.